# Düsseldorfer Zelle
Als Düsseldorfer Zelle wird eine Gruppe von drei mutmaßlichen al-Qaida-Mitgliedern und einem weiteren Mann bezeichnet, der ihre terroristische Vereinigung unterstützt haben soll. Drei von ihnen wurden am 29. April 2011 nach Hinweisen des US-Auslandsgeheimdienstes NSA und einer Phase behördlicher Überwachung von der GSG 9 der Bundespolizei in ihren Wohnungen in der Witzelstraße 24 in Düsseldorf-Bilk und in der Hustadt von Bochum-Querenburg festgenommen, der vierte Mann wurde später gefasst. Die Gruppe soll geplant haben, durch einen Sprengstoffanschlag ein Massaker anzurichten. Ihr wurde vom 25. Juli 2012 bis zum 13. November 2014 vor dem Oberlandesgericht Düsseldorf der Prozess gemacht.

## Festnahme
Nach Angaben von Hans-Georg Maaßen, damals Präsident des BfV, waren die Pläne von der National Security Agency (NSA) der USA mit dem Überwachungsprogramm PRISM aufgedeckt worden. Das Bundeskriminalamt setzte die Sonderkommission „Komet“ ein, hörte Telefone ab, installierte Abhörgeräte in Wohnungen und Trojanische Pferde auf Rechnern und las E-Mails der Verdächtigten.
Die vier Männer waren im Jahr des Prozessbeginns zwischen 21 und 32 Jahre alt. Kopf der Gruppe war der in Marokko geborene Abdeladim el-K., der 2001 in Bochum Mechatronik studiert hatte und 2009 zwangsweise exmatrikuliert worden war. Laut den Ermittlungen soll er ab Januar 2010 in einem Ausbildungslager von al-Qaida im Grenzgebiet von Pakistan und Afghanistan gewesen und von dort im Mai 2010 nach Deutschland zurückgekehrt sein. Die weiteren drei Angeklagten waren der deutsch-marokkanische Elektriker Jamil S., der deutsch-iranische Gymnasiast Amid C., der während der Untersuchungshaft das Abitur ablegte, und der Student Halil S., der in Bochum Maschinenbau studierte. Der Hauptangeklagte, der Elektriker und der Gymnasiast wurden am 29. April 2011 verhaftet; die Identität des Maschinenbau-Studenten war zu diesem Zeitpunkt noch nicht bekannt. Halil S. wurde am 8. Dezember 2011 von der GSG 9 der Bundespolizei in seinem Wohnheim in Bochum gefasst.

## Verfahren in erster Instanz
Die Bundesanwaltschaft warf den vier Angeklagten vor, in Deutschland einen „aufsehenerregenden Terroranschlag“ geplant zu haben. Laut Anklageschrift, die sich auch auf in der Düsseldorfer Wohnung sichergestellte Utensilien stützte, wollten sie einen „Sprengsatz mit Splitterwirkung in einer großen Menschenmenge zünden“; nach dem Eintreffen von Rettungskräften sollte eine zweite Bombe gezündet werden.
In seinem Urteil vom 13. November 2014 wurden Abdeladim el-K., Jamil S. und Amid C. wegen Mitgliedschaft in einer terroristischen Vereinigung und Vorbereitung einer staatsgefährdenden Straftat zu Haftstrafen verurteilt: der Hauptangeklagte Abdeladim el-K. zu neun Jahren, Jamil S. Amid C. zu sieben bzw. fünfeinhalb Jahren Freiheitsentzug. Der vierte Angeklagte, Halil S., erhielt eine Gesamtfreiheitsstrafe von viereinhalb Jahren u. a. wegen Unterstützung einer terroristischen Vereinigung. Amid C. und Halil S. hatten den größten Teil ihrer Haftstrafen bereits in Untersuchungshaft verbracht und kamen deshalb nach der Urteilsverkündung unter Auflagen auf freien Fuß.
Die Gerichtsverhandlungen zu dem Staatsschutzverfahren fanden in einem Hochsicherheitsgebäude des Oberlandesgerichts statt. Sie dauerten 163 Tage und bildeten damit – abgesehen vom NSU-Prozess – den bis dato aufwendigsten und längsten „Terrorprozess“ in Deutschland.

## Zweite Instanz
Die Urteile sind noch nicht rechtskräftig. Die Verteidiger der vier Angeklagten haben Revision eingelegt. Die Verteidigung übernahmen die Rechtsanwältin Boos und die Rechtsanwälte Potzler und Pausch für den Angeklagten El-K., die Rechtsanwälte Strittmatter und Hagmann für den Angeklagten Jamil S.; Rechtsanwalt Eisel und Rechtsanwältin Dr. Lederer für den Angeklagten Amid C., die Rechtsanwälte Jäger und Weckmüller für den Angeklagten Halil S.

## Künstlerische Rezeption
Der 2021 erschienene Roman Punktlandung von Ute-Christine Krupp basiert auf der Geschichte der „Düsseldorfer Zelle“.